# میتسوبیشی استیت

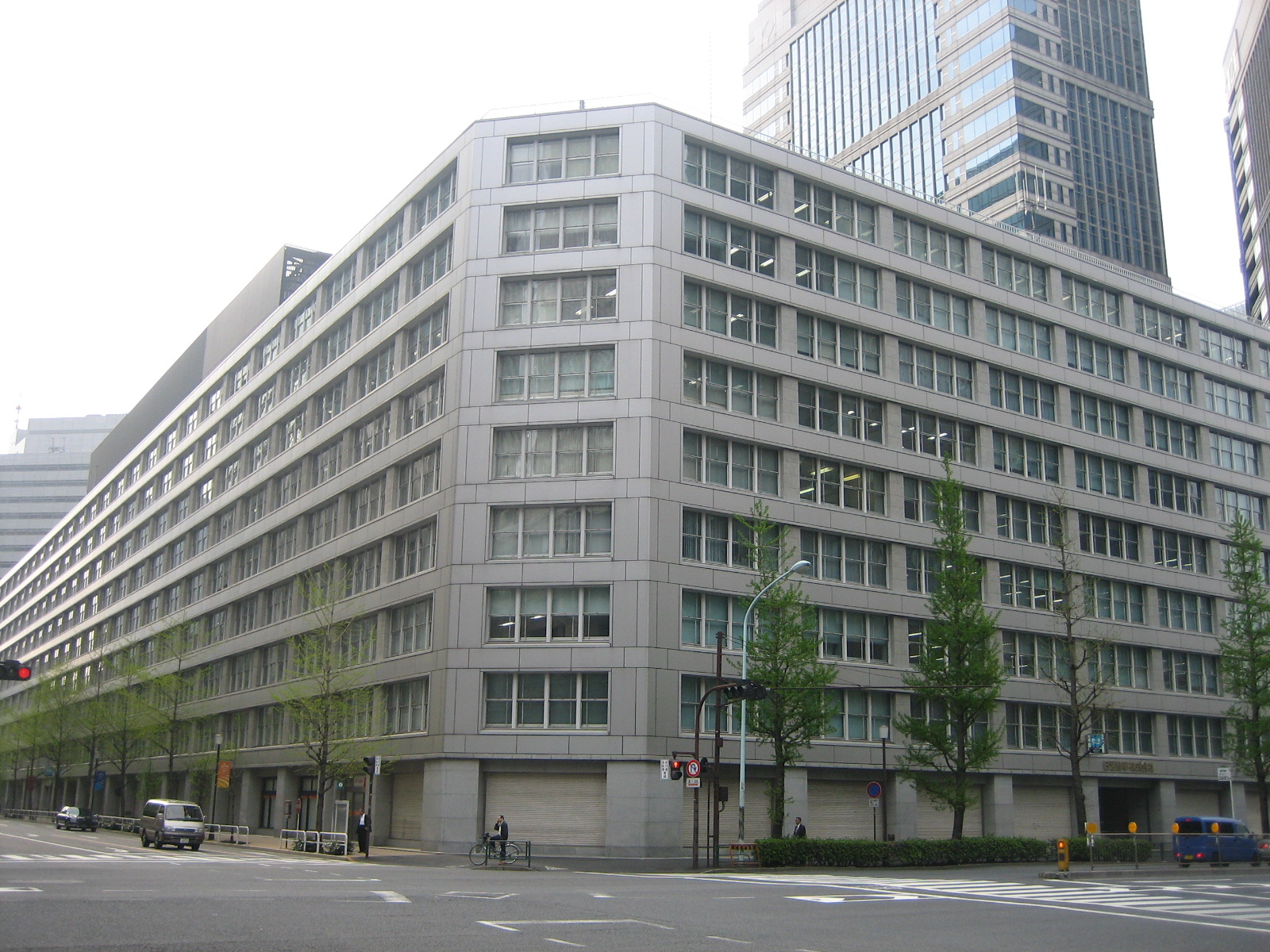
ساختمان مرکزی میتسوبیشی استیت، در اوته‌ماچی، چیودا، توکیو

میتسوبیشی استیت (به ژاپنی: 三菱地所株式会社) شرکت املاک و مستغلات ژاپنی است، که در زمینه مدیریت املاک تجاری، سرمایه‌گذاری در ساخت‌وساز، توسعه زیرساخت‌های شهری و توسعه املاک و مستغلات فعالیت می‌نماید. 
شرکت میتسوبیشی استیت در سال ۱۹۳۷ در پی تفکیک بخش املاک گروه میتسوبیشی تأسیس شد. دفتر مرکزی این شرکت در منطقه اوته‌ماچی، چیودا، توکیو، ژاپن قرار دارد و بخشی از سهام آن در بازار بورس توکیو معامله می‌شود.